# Лоран Луи
Лоран Луи (на френски: Laurent Louis) е известен десен съвременен белгийски политик и обществен деец. Застъпва се за въвеждане на пряката демокрация, за традиционните ценности, против скитащите безработни и цигани и е най-изявеният борец с педофилията в Белгия.

## Биография и политическа дейност
Лоран Луи е роден на 29 февруари 1980 г. в белгийския град Нивел (Nivelles). Принадлежи на френскоезичната част от населението на Белгия. Учи в Колежа на Св. Гертруда в родния си град, с акцент върху изучаването на старогръцки и латински. След колежа, той е постъпва в Католическия университет в Льовен, Юридически факултет, но не се дипломира.
В продължение на почти дванайсет години от 1998 до 2010 г. е член на Реформаторското движение. След като в Белгия е създадена Народната партия, той се присъединява към нея и напуска Реформаторското движение. На федералните избори в парламента на Белгия Лоран Луи стартира като първият и единствен член на Народната партия в парламента.
В началото на 2011 г., Народната партия го изключва за негови публични изявления, че скитащите цигани и други такива в Белгия заемат земя и се настаняват по цялата страна незаконно, нямат средства за издръжка, имат антисоциално поведение и начин на живот и трябва по някакъв начин, дори принудително, да бъдат изведени от тази ситуация. С това той си навлича гнева на влиятелни неправителствени организации в Белгия, които настояват, че тези думи са расистки и срещу правата на човека. Лидерите на Народната партия, подложени на натиск, лишават Луи от членството му в нея и той автоматично става „независим депутат“ в Белгийския парламент и не представлява нито една официално регистрирана партия.
Месец по-късно, през февруари 2011 г., той създава своя собствена партия „Демократично освободително движение“, на която става председател. След няколко месеца, тя се преименува на „Движение за свобода и демокрация“. Неговата партия подкрепя пряката демокрация, кандидатите за управлението да са пряко избирани от народа, а държавните длъжности между тях (след като са избрани), да се разпределят чрез жребий (произволно, независимо от никого, лично). Така Луи иска да се противопостави на корупцията в правителството и е за насърчаване на честна и свободна ротация на държавните служители.
 Лоран Луи и партията му работят в полза на премахването на политическите партии като институции на властта, за да се елиминира партокрацията – явление, при което партията и нейните висши членове винаги вземат решения в тяхна собствена полза (корпоративен принцип), а не в полза на обществото, държавата и своите избиратели. За да се съобрази с нейните принципи, Луи дори закрива собствената си партия на 11 януари 2013 г., около две години след структурирането ѝ.
Лоран Луи е единственият член на белгийския парламент, който последователно се противопоставя на участието на Белгия в НАТО и във военни операции в чужбина, по-специално в Либия и Мали. Той счита, че западните държави, водени от САЩ провеждат агресивна нео-колониалната политика към Афганистан, Ирак, Иран, Либия, Сирия, Мали и т.н. Прикривайки се зад общочовешки ценности и заплахата от тероризъм, Западът всъщност преследва икономически и геостратегически цели, заявява Луи. Защитавайки суверенитета на Белгия предлага излизане от ООН, НАТО и Европейския съюз, докато държавите доминиращи в тези организации не спрат агресията и нео-колониалната политика.

## Борбата срещу педофилията
Лоран Луи е най-известният и активен противник на белгийските педофили. На 11 януари 2012 г. той обвинява белгийският премиер Елио Ди Рупо, че води разпуснат живот и го подозира в педофилия.
 На 19 април 2012 г. по време на пресконференция за борбата с педофилията Луис твърди, че той разкрива цяла мрежа на педофили, членовете на които са и на висши държавни длъжности, предотвратяващи разкриването на престъпления, свързани с педофилия. Той съобщава за връзка със скандалния случай на Дютру, че резултатите от аутопсията на двете мъртви момичета показават, че са сексуално малтретирани, дори и след смъртта им, докато според официалната версия насилника им от няколко месеца преди смъртта им е в затвора. Луис твърди, че момичетата са изнасилвани след смъртта си или от следователи, или от някой друг. В допълнение, той отхвърля официалната версия, според която тези момичета са загинали уж от глад.
Лоран Луи публикува различни документи, показващи педофилията на различни публични личности и политици в Белгия, включително кмета на Брюксел. Някои неправителствени организации го обвиняват в клевета, подбуждане на омраза, принадлежност към крайно десни кръгове и подават жалби срещу него в Парламента. Въз основа на тези оплаквания, парламентарната комисия решава да проведе разследване срещу Лоран Луи, като са извършени няколко нахлувания с полицейски сили в дома и офисите на партията му. Депутатът насилствено е подложен на психиатричен преглед. На 7 юни 2012 г. срещу него е внесено официално обвинение в клевета, която все още нито е потвърдено, нито е отхвърлено от разследването.
Като цяло, Лоран Луи печели отрицателно отношение от крупните белгийски медии.